# Laser Clay Shooting System
Il Laser Clay Shooting System è un simulatore di tiro al piattello realizzato dall'azienda giapponese Nintendo nel 1973. Utilizzava una serie di videoproiettori che mostravano bersagli in movimento che i giocatori dovevano colpire utilizzando delle pistole ottiche a forma di fucile. Il sistema necessitava di ampi locali dedicati, in cui erano installate più postazioni.

## Storia

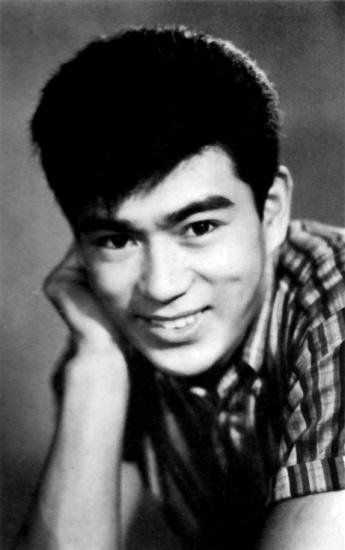
Sui manifesti pubblicitari del Laser Clay Shooting System appariva l'attore giapponese Sonny Chiba.

Intorno al 1970 Nintendo assunse uno dei suoi primi ingegneri, Masayuki Uemura che aveva lavorato alla Sharp Corporation. Venne assegnato al Research & Development Department, guidato da Gunpei Yokoi, dove cominciò a lavorare sulla serie di pistole giocattolo Kôsenjû SP. Erano delle pistole ottiche vendute insieme a bersagli che erano in grado di riconoscere di essere stati colpiti attraverso dei fotoresistori. Tra i bersagli disponibili c'erano una bottiglia in plastica che una volta colpita si spezzava in due parti tramite una molla e un leone giocattolo che emetteva un ruggito.
Le pistole ebbero un ottimo successo, così Hiroshi Yamauchi, il presidente di Nintendo, chiese a Yokoi di perfezionare questa tecnologia per realizzare una simulazione del tiro al piattello, sport popolare in Giappone in quegli anni. Lavorarono al progetto Uemura e Genyo Takeda, un altro giovane ingegnere da poco assunto da Nintendo. Realizzarono il Laser Clay Shooting System, un simulatore in cui il giocatore doveva sparare con una pistola ottica a forma di fucile a dei piattelli che venivano proiettati su degli sfondi dipinti con ambientazioni campestri. Attraverso dei fotoresistori veniva riconosciuto se il raggio luminoso emesso dal fucile era andato a segno o meno; in caso positivo veniva proiettata l'animazione del piattello distrutto. Il simulatore, molto ingombrante, venne installato prevalentemente all'interno di vecchie sale da bowling, che erano state costruite in gran numero in Giappone durante gli anni sessanta, ma che poi erano entrate in crisi a causa della novità rappresentata dai locali karaoke. La produzione di un Laser Clay costava a Nintendo circa 4 milioni di yen.
Il primo Laser Clay Shooting System venne inaugurato a Kyoto nel 1973. Per l'evento fu organizzata una conferenza stampa con riprese televisive. Inizialmente i simulatori riscossero un buon successo, tanto da far aprire a Nintendo una divisione che si occupasse esclusivamente della loro gestione: la Nintendo Leisure System. Tuttavia gli ordini per i nuovi simulatori subirono una battuta di arresto a seguito della crisi energetica dell'ottobre del 1973, che ridusse gli investimenti nel settore dell'intrattenimento. Le perdite furono tali da far accumulare a Nintendo un debito di 5 miliardi di yen, che riuscì a estinguere solo alcuni anni dopo.
Per correre ai ripari, Nintendo commercializzò nel 1974 una versione più compatta ed economica del sistema, il Mini Laser Clay, rivolta alle sale giochi. Il prodotto in questa nuova veste tornò a vendere e convinse Nintendo a produrre altri cabinati da sala. Venne realizzato quindi Wild Gunman, primo della serie di giochi arcade Simulation System, caratterizzati dall'utilizzo innovativo di filmati su pellicola.